# عملاق أزرق

مقارنة بين حجم عملاق أزرق متوسط مثل النطاق وحجم الشمس.

يقدر نصف قطر الدنب بين 200 إلى 300 مرة أكبر من نصف قطر الشمس. ويوضح الرسم المقارنة بينهما.

العملاق الأزرق أو العملاقة الزرقاء (بالإنجليزية: Blue Giant) هي نوع من النجوم تتميز بكتلتها الكبيرة حيث تصل كتلة النجم حوالي من 20 إلى 100 كتلة شمسية وتلبغ درجة حرارة السطح 35.000 درجة مئوية أو أكثر (بالمقارنة بالشمس فدرجة حرارة سطح الشمس تبلغ 5800 درجة فقط)، وشديدة الضياء.
ويتميز العملاق الأزرق بتصنيف طيفي نوع O أو B أو A ، ويصل حجمه إلى حجم عملاق أحمر إلا أنه يفوقه ويفوق الشمس في كتلته أكثر من 20 إلى 100 مرة.
وبينما يصل العملاق الأحمر إلى حجمه الكبير عند نهاية عمره بعد تطوره الطبيعي كنجم وتمدد أطرافه تمدداً بالغاً فإن حجم العملاق الأزرق تكون منذ نشأته بالغة الكبر ولا يتمدد كثيراً. وتؤدي كتلته الكبيرة إلى شدة كثافة المادة في قلبه، مما يزيد من معدل الاندماج النووي في باطن النجم. وينتج عن الطاقة الهائلة الناتجة في قلبه ارتفاع درجة حرارة سطحه فتصل من 30.000 إلى 40.000 كلفن، أعلى بكثبر عن درجة حرارة سطح الشمس التي تبلغ نحو 5.780 كلفن.
وعند تلك الحرارة العالية جداً يشع النجم عند الحد الأقصى لمنحنى إشعاعه طبقاً لقانون فين الخاص بالجسم الأسود المثالي للإشعاع في حيز الأشعة فوق البنفسجية من الطيف مما يعطى لونا أزرقا لتلك النجوم.
وبعكس النجوم العديدة الأخرى ذات كتلة صغيرة نسبياً وتصل أعمارها عدة بلايين السنين (مثل الشمس مثلاً كنجم متوسط الكتلة ويقدر عمرها الكلي 10 مليارات سنة، قضت منهم حتى الآن 5 مليارات سنة) فإن العملاق الأزرق يستهلك في اندماج الهيدروجين بمعدل سريع جداً خلال عدة عشرات الملايين من السنين. وبعد ذلك يتمدد إلى عملاق عظيم أحمر وينتهي في صورة مستعر أعظم II.

## أمثلة
| الاسم                       | الكتلة | نصف القطر | الضياء     |
| --------------------------- | ------ | --------- | ---------- |
| العذارى (نجم) (ε CMa A)     | 12 M☉  | 13 R☉     | 15.000 L☉  |
| النظام (الجبار) (ε Ori A)   | 40 M☉  | 26 R☉     | 250.000 L☉ |
| النطاق (الجبار) (ζ Ori Aa)  | 28 M☉  | 20 R☉     | 100.000 L☉ |
| المرزم (γ Ori)              | 10 M☉  | 7 R☉      | 4.000 L☉   |
| المنطقة (الجبار) (δ Ori Aa) | 20 M☉  | 12 R☉     | 70.000 L☉  |
| Naos (ζ Pup)                | 59 M☉  | 20 R☉     | 790.000 L☉ |
| سيف (الجبار) (κ Ori)        | 16 M☉  | 11 R☉     | 57.500 L☉  |

ونظرا لقصر عمر العمالقة الزرق فيندر وجودهم في الكون.

## رجل الجبار
أكبر نجوم السماء هي من نوع عملاق عظيم أزرق مثل رجل الجبار. تبلغ درجة حرارة سطح تلك النجوم بين 20.000 إلى 50.000 كلفن وقد تكون كتلتها أكبر 25 مرة من الشمس. ونظرا لضخامتهم هذه فإنهم يستهلكون وقودهم بسرعة، ويكونون شديي الحرارة ولا يعمرون طويلا. أما نجم متوسط الحجم والكتلة مثل الشمس فقد يصل عمره 12 مليار سنة، أما العملاق العظيم الأزرق فينتهي عمره خلال عدة ملايين من السنين. وينتج عن الصغيرة منها نجم نيوتروني أو ثقب أسود بينما قد تتبخر الكبيرة منها تماما.
ولا يجب الخلط بين العمالقة الزرق والعمالقة العظيمة الزرقاء مثل رجل الجبار أو نجوم عادية يندمج فيها الهيدروجين من نوع نجم-أو أو نجم-ب مثل نجم المليك Regulus.